# Claudio «Pocho» Lepratti

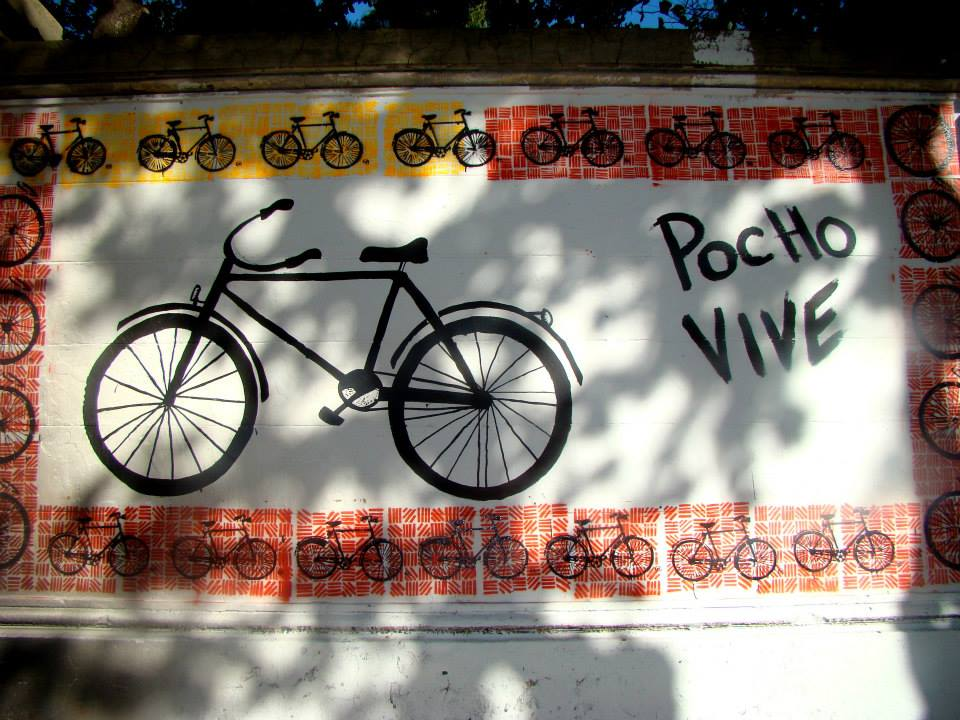
Mural en las paredes del Hospital Alvear del barrio porteño de La Paternal

Claudio Hugo Lepratti (Concepción del Uruguay, 27 de febrero de 1966 - Rosario, 19 de diciembre de 2001), conocido como «Pocho», fue un militante social  y sindical argentino, asesinado por la policía de la Provincia de Santa Fe, durante la crisis de diciembre de 2001 en Argentina. Su historia se volvió conocida a nivel nacional gracias a la canción «El ángel de la bicicleta», compuesta por Luis Gurevich e interpretada por León Gieco junto a Pibes Chorros, en 2005, al punto que desde ese momento en algunos medios periodísticos se han referido a él con el apelativo de "El Ángel de la Bicicleta".

## Biografía

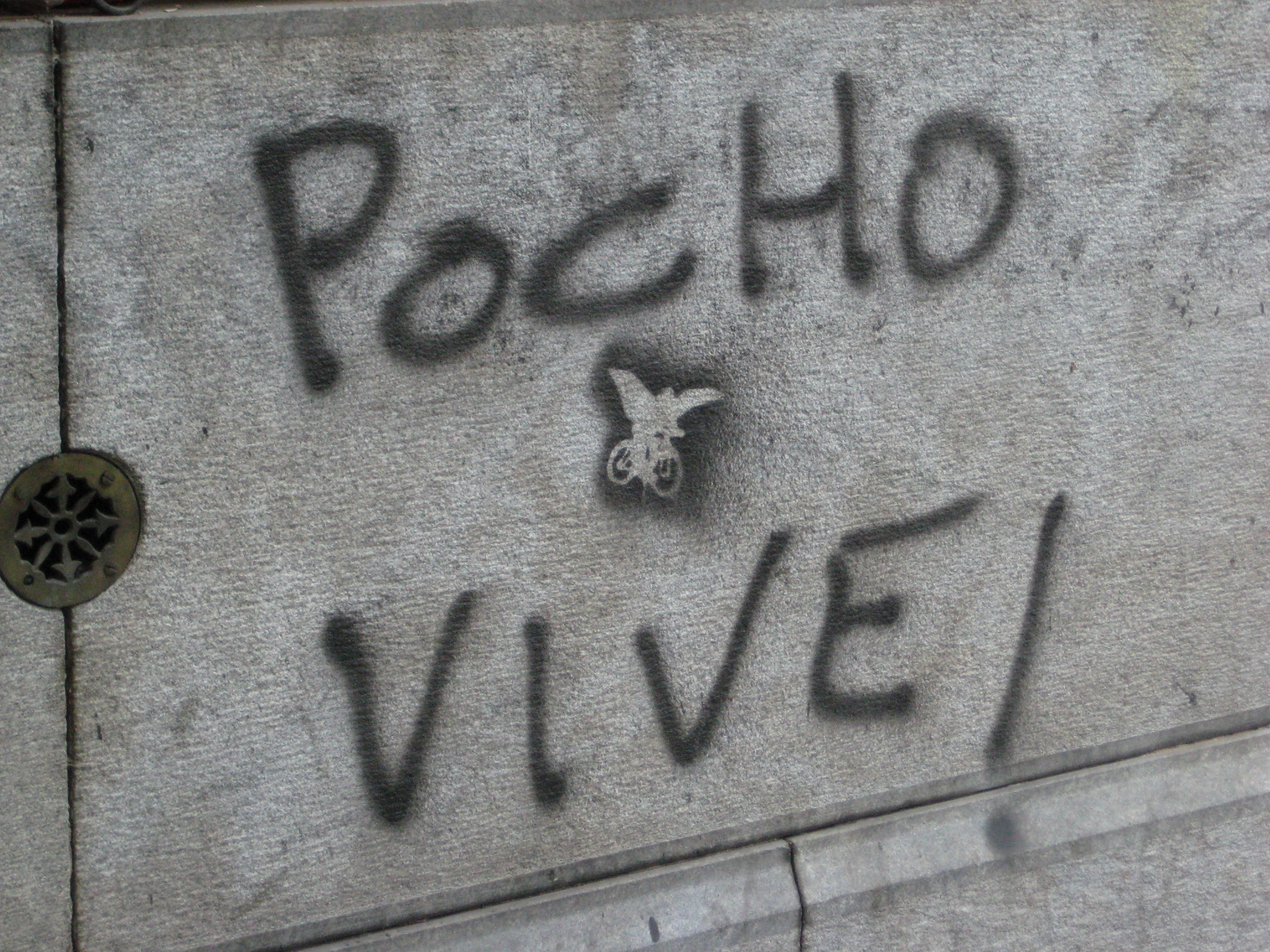
Uno de los miles de esténciles que llenan las paredes de Rosario. (Foto de 2007).

Pocho Lepratti era el hijo mayor de Orlando José Lepratti (1943-2004) y Dalis Bel, quienes tuvieron cinco hijos más. Cursó la escuela primaria y secundaria en Concepción del Uruguay.
Entre 1983 y 1985 rindió algunas materias de Derecho en la UNL (Universidad Nacional del Litoral) como alumno libre. En 1986 ingresó como seminarista en el Instituto Salesiano de la localidad de Funes ―unos 15 km al oeste de Rosario― y eligió la carrera religiosa de «hermano coadjutor».
En 1991 abandonó el seminario, fijando su domicilio primero en el barrio Empalme Graneros y un año después en el cercano barrio Ludueña, donde colaboró en la tarea de contención social de los adolescentes humildes del barrio y comenzó a participar activamente de las organizaciones de base, que durante más de veinte años promovió el sacerdote Edgardo Montaldo. Al mismo tiempo trabajaba en la «cocina centralizada» de la Federación de Cooperadoras Escolares de Rosario, en la cual fue delegado sindical. En 1996 fue uno de los trabajadores que fueron despedidos y que denunciaron que el despido había sido represalia por su actividad sindical, organizando una protesta en una carpa frente a la sede de la Cocina.
Participó y promovió la formación en más de veinte grupos de niños y jóvenes de las barriadas populares de Rosario, siendo la primera agrupación La Vagancia. Dio clases de guitarra en la música popular. Coordinó labores con otros grupos sociales, como el movimiento Chicos del Pueblo y con varias comunidades eclesiales vinculadas al Movimiento de Sacerdotes para el Tercer Mundo, entre ellas las agrupaciones Poryajhú (‘pobres’ en guaraní), y Desde el Pie. Además participaba activamente como delegado de base de la ATE (Asociación Trabajadores del Estado) de Rosario y como congresal de la sucursal Rosario de la CTA (Central de Trabajadores de la Argentina).

### Asesinato
A fines de 2001, Pocho Lepratti trabajaba como auxiliar de cocina en el comedor de la escuela número 756 «José M. Serrano» del barrio Las Flores, un humilde barrio del sudoeste rosarino. El 19 de diciembre, en medio de la crisis del 2001, que terminaría con la caída del presidente Fernando De la Rúa, varios policías que llegaron desde la ciudad de Arroyo Seco ―a 30 km al sur de Rosario― comenzaron a disparar en el fondo de la escuela. Lepratti subió al techo para insultar a los policías. Se asomó gritando:

¡Dejen de tirar, manga de hijos de p***.

El agente Esteban Velásquez abrió fuego con su escopeta cargada con balas de plomo, acertándole con una posta en la tráquea, lo que causó a Lepratti una muerte instantánea.
El hecho motivó el procesamiento y posterior condena a 14 años de prisión para Esteban Velásquez, dictada por el juez de sentencia n.º 3, Ernesto Genesio, con el cargo de homicidio agravado por el uso de arma. Además, tanto Velásquez como la provincia de Santa Fe fueron condenados a resarcir económicamente a los familiares de la víctima por los daños y perjuicios causados, con 145 000 pesos (unos 50 000 dólares estadounidenses de 2009)
La Dirección de Asuntos Internos de la policía provincial había reconocido en un informe que «el asesinato del militante social Lepratti ocurrió fuera de la zona de saqueos y en los fondos de una escuela», y que «no se justifica haber efectuado los disparos reconocidos, ni siquiera en carácter intimidatorio».
Los policías acusados argumentaron que habían abierto fuego porque habían sido atacados a balazos por vecinos apostados en el techo de la escuela. El vehículo policial tenía efectivamente marcas de balazos, pero todos habían sido realizados a nivel del suelo. El juez Julio García condenó a otros cinco policías (Marcelo Arrúa, Rubén Pérez, Daniel Braza, Roberto De la Torre y Carlos Alberto de Souza) por falsedad ideológica y encubrimiento agravado, ya que «balearon y destruyeron el patrullero para simular un ataque y alegar que actuaron en su defensa».
Aparentemente una testigo recogió un cartucho naranja, que corresponde a la munición de plomo y lo entregó a los investigadores policiales, pero éstos le entregaron a la Justicia un cartucho verde, que corresponde a las municiones de goma.
Desde ese momento Lepratti se convirtió en símbolo de la resistencia de los sectores más vulnerables de Rosario.

El trabajo nos hace ascender como personas, mientras que la falta de trabajo nos incita a la violencia, a la droga, a la delincuencia.
Pocho Lepratti

## Impacto en el arte

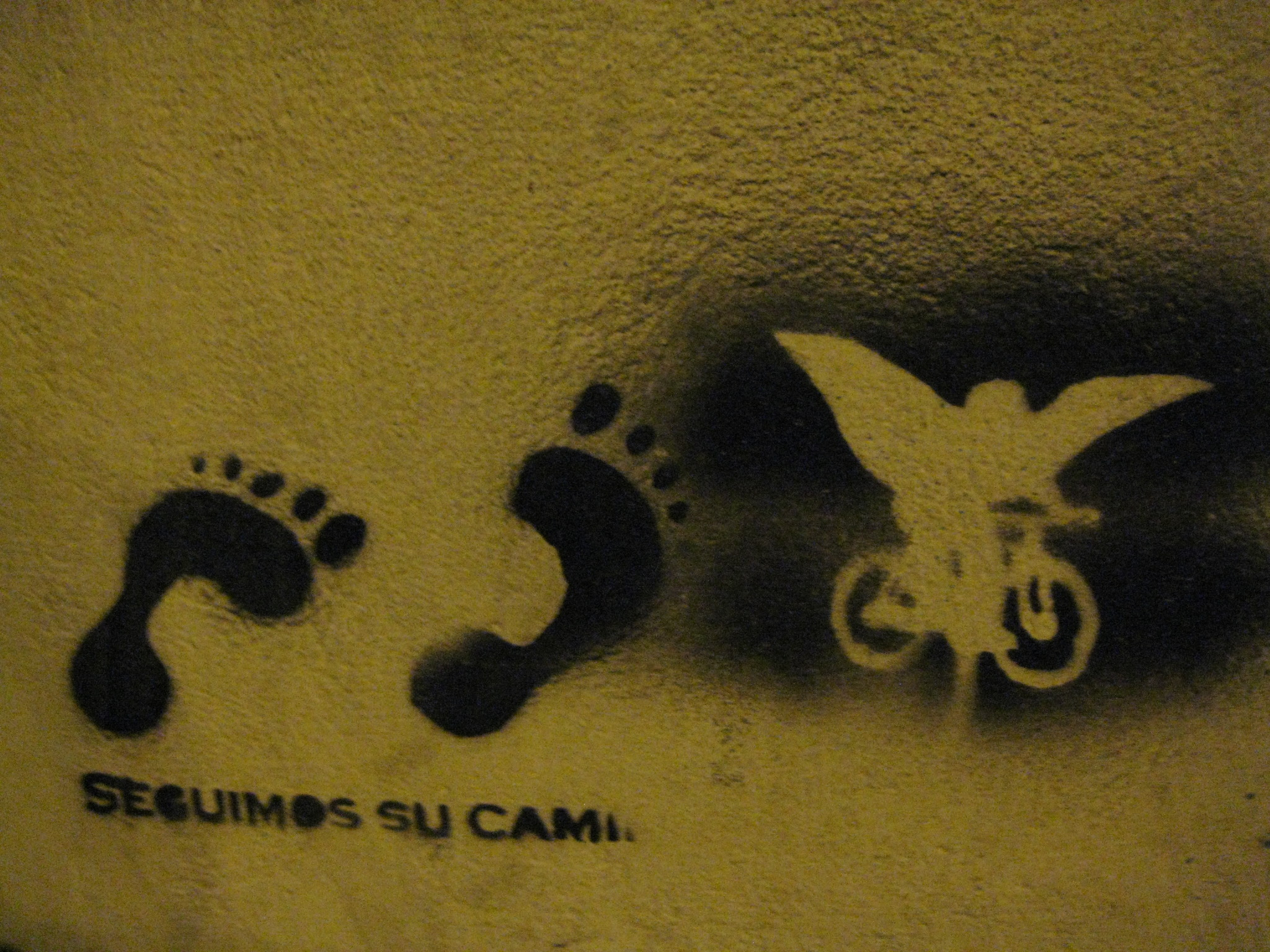
«Seguimos su camino».

### Bodegón Cultural «Casa de Pocho»
En 2003, la antigua casa de Lepratti se convirtió en una casa de difusión de cultura: el Bodegón Cultural Casa de Pocho, que incluye una biblioteca popular.

### Libro «Pocho vive»
En marzo de 2003 se publicó el libro Pocho vive, en el que colaboró el padre Montaldo, con historias sobre el trabajo diario de Lepratti, detalles de la investigación de su asesinato, y un análisis de los grupos de personas marginadas unidos por la solidaridad.
El libro fue dedicado a la memoria de Orlando Lepratti, el padre de Pocho, que falleció a los 61 años en diciembre de 2004, tres años después del asesinato de su hijo.

### Música
Existen al menos tres temas musicales -dos de ellos con edición discográfica- de diversos ritmos y estilos dedicados a Lepratti:
- «Pedales del Cielo» de un músico callejero rosarino llamado Agua Dulce, canción inédita pero difundida en YouTube.[20]

- «La hormiga», canción de la banda rosarina Farolitos.[21]
- «El ángel de la bicicleta», canción de León Gieco. Se trata de una cumbia muy estilizada, con música del pianista Luis Gurevich, incluida en su álbum Por favor, perdón y gracias. Músicos del grupo Pibes Chorros acompañan la obra, tocando el teclado característico de la cumbia villera, y el bajo. En la misma se modifica lo que gritaba Lepratti al ser ejecutado, eliminando los insultos y reemplazándolos por una mención a los niños que se hallaban en el lugar. De ese modo, el

¡Dejen de tirar, manga de hijos de p***.

en la canción se ve transformado en:

¡Bajen las armas, que aquí solo hay pibes comiendo!

La canción fue versionada por el grupo argentino Attaque 77 en el disco homenaje Gieco querido! Cantando al león. Posteriormente, la banda Vocal de los Pueblos le rindió homenaje incluyendo su propia versión en el CD Un extraño brillo en la mirada.

### Otros homenajes
En diciembre de 2006, en Concepción del Uruguay (provincia de Entre Ríos) ―ciudad natal de Pocho Lepratti― se realizó un monumento en su honor gracias a un concurso de ideas, donde el trabajo ganador se construyó en la intersección del bulevar Montoneras y la calle Sarmiento ―ahora llamada Claudio “Pocho” Lepratti―.
El monumento se inauguró el 30 de marzo de 2007.
Además de la calle Pocho Lepratti, la Escuela Secundaria n.º 15 ya lleva oficialmente el nombre del militante social.

### Revista
El grupo La Vagancia (que coordinaba Pocho Lepratti) elabora desde 2002 una publicación barrial llamada El Ángel de Lata (en referencia a las villas miseria, con techos y paredes de lata). En su primera editorial proclamaban ser:

...los que denunciamos la explotación de los padres y de los chicos, los que acusamos a los señores dueños de todo, hasta de la tierra que en un tiempo fue de todos.
Editorial de la revista El Ángel de Lata

## Confusión sobre los grafitis de bicicletas
Entre marzo de 2001 y noviembre de 2002, el artista plástico Fernando Traverso (1951-) grabó en las paredes de la ciudad de Rosario 350 esténciles de bicicletas negras en homenaje a cada estudiante de la Universidad de Rosario detenido y desaparecido en Rosario durante la dictadura cívico-militar (entre 1976 y 1983). Traverso pintó cada bicicleta en el sitio donde cada estudiante desaparecido fue visto por última vez, o donde fue secuestrado.
Traverso salió del anonimato el 19 de diciembre de 2003, cuando el Museo Municipal de Bellas Artes Juan B. Castagnino lo premió por esta obra. El artista afirmó: «Una bicicleta vacía refleja la imagen de un cuerpo ausente».
Esto produjo una confusión, ya que algunas personas llegaron a creer que esas bicicletas pintadas en las paredes representaban a Pocho Lepratti.  Esta confusión fue alimentada por la letra de la canción "El Ángel de la Bicicleta" de Luis Gurevich, popularizada por León Gieco, resultando difícil determinar si el autor de la canción cayó en la misma confusión o si fue un intento consciente de instalar un mito urbano.

## Proceso de canonización
Desde mediados de la década del 2000 se debate dentro de la iglesia argentina si Lepratti debería ser beatificado. Los detractores de la propuesta aseguran que su canonización podría ser usada más con fines políticos que religiosos.
En mayo de 2023, los sacerdotes Lucas Policardo y Marcelo Valsecchiq iniciaron una investigación para obtener información sobre la vida y muerte de Lepratti, con el fin de presentar el informe a la Arquidiócesis de Rosario para así iniciar el proceso de beatificación. También se informó que se investigaran dos supuestos milagros atribuidos a su intercesión.